# Бангвети
Бангвети (груз. ბანგვეთი) — село в Грузии, на территории Хонийского муниципалитета края (мхаре) Имеретия.

## География
Село находится в западной части Грузии, на правом берегу реки Окаце, вблизи места впадения её в реку Цхенисцкали, на расстоянии приблизительно 14 километров (по прямой) к северо-востоку от города Хони, административного центра муниципалитета. Абсолютная высота — 608 метров над уровнем моря.

## Население
По результатам официальной переписи населения 2014 года, в Бангвети проживало 35 человек (16 мужчин и 19 женщин). В национальной структуре населения грузины составляли 100 %.
| Год  | Население, человек |
| ---- | ------------------ |
| 2002 | 49                 |
| 2014 | ↘ 35               |